# Білібінський район
Білібінський район — адміністративна одиниця на заході Чукотського автономного округу Росії.
Адміністративний центр — місто Білібіно.

## Географія
Білібінський район знаходиться у західній частині Чукотського автономного округу в басейні річки Колими. У північній частині район має вихід до Східно-Сибірського моря, на заході межує з Якутією, на півдні — з Камчатським краєм, на південному заході — з Магаданською областю, на сході — з Чаунським районом Чукотського АО.

## Природа

### Рельєф
Найбільшим гірським утворенням району є Анюйське нагір'я. Вододільні простори представлені високогірними і слабогорбистими формами. Максимальні абсолютні висоти сягають 1600–1800 м, відносні перевищення становлять 400–600 м.

### Гідрографія
Річкова і озерна мережа району широко розвинена. Найбільші водні артерії — річки Омолон, Великий і Малий Анюй, в період повені на яких можливе судноплавство. У межах акумулятивних рівнин розташовані льодовикові озера: Ілірней, Ліпчіквигитгин, Титиль, і більш дрібні. Є велика кількість термокарстових озер.

### Клімат
Типовою для клімату району є його мусонність, тобто сезонна зміна впливу океану (влітку) і материка (взимку). Середньорічна температура повітря повсюдно негативна і варіюється від (-4 −5) °С на узбережжі до (-12 −14) °С в континентальній частині. На території району був зареєстрований абсолютний температурний мінімум на Чукотці −61 °С.

### Корисні копалини
Є поклади рудного і розсипного золота і срібла (родовища Купол, Каральвеємське, Кекура, Подвійне, Клен), металів платинової групи. Проводиться оцінка найбільшого родовища міді — Піщанка. Виявлено цілий ряд перспективних рудопроявів вольфраму, олова, цинку, сурми, свинцю, ртуті, вугілля. Відзначено більше 30 рудних мінералів, в тому числі пірит, халькопірит, борніт, молібденіт.

## Історія
Район утворений 10 грудня 1930 під назвою Район Східної Тундри (перейменований в Білібінський район в 1961 році). Центр району спочатку розміщувався в селі Острівне, потім був переведений в Анюйськ, а в 1961 в Білібіно. У 1970 році в Білібіно була введена в дію приймальна станція системи супутникового зв'язку «Орбіта», яка вперше забезпечила прийом на Чукотці передач Центрального телебачення з Москви.

## Населення
Всього налічується 5 сільських населених пунктів (Анюйськ, Ілірней, Омолон, Острівне, Кепервеєм), 1 місто (Білібіно) і кілька закинутих селищ (постійного населення немає) — колишні бази копалень Білібінської ГЗК (вівся видобуток золота з розсипів) — Аліскерово (3 жителя), Зустрічний, Мандрикова, Дальній, Весняний (база пошукової артілі — постійних жителів немає); Погиндено (колишня база дорожників — постійного населення немає), а також Стадухино, П'ятистінний, Ангарка, Хрестове, Каральваам, Старт.
На території району проживають малі народи Півночі — чукчі, евени, юкагіри.
Середній вік населення становить 33,3 року, у тому числі чоловіків — 32,8 року, жінок — 33,9 року.

## Економіка
Основні галузі промисловості — гірничодобувна (видобуток золота) і електроенергетика (Білібінська АЕС), сільського господарства — оленярство і рибальство, тепличне рослинництво.

## Транспорт
Місто Білібіно пов'язане зимниками з містом Певек і с. Зелений Мис в Якутії. Поруч з Білібіно, в 32 км, у селі Кепервеєм, розташований однойменний аеропорт. ЗПС аеропорту ґрунтова, проте дозволяє приймати в будь-який час року як всі близькомагістральні вантажні і пасажирські літаки, такі як Ан-24, Ан-26, Ан-12, Ан-72, Ан-74ТК-100, так і важкі транспортні літаки Іл 76. Літаки середнього класу можуть прийматися також в аеропорту Омолон. Інші населені пункти пов'язані з Кепервеємом вертольотами і малими літаками. Аеропорт з'єднаний з Білібіно ґрунтовою дорогою, що дозволяє регулярно здійснювати приміське автобусне сполучення. Добре себе зарекомендували в суворих кліматичних умовах на заміну Львівським "ЛАЗ"ам автобуси «МАЗ» Мінського заводу.

## Культура
- Краєзнавчий музей в Білібіно,
- Кінотеатр «Іскра» (не функціонує),
- Білібінська дитяча школа мистецтв.

## ЗМІ
Видається районна газета «Золота Чукотка».

## Пам'ятки природи
Геологічна пам'ятка природи — Анюйський вулкан. Знаходиться в східній частині району в басейні річки Б. Анюй, в долині річки Монни. Площа становить 12,5 тис. га. Пам'ятка є вимерлим конічним трахібазальтовим стратовулканом голоценового віку. З ним пов'язаний лавовий тріщинний потік довжиною 56 км.

## Археологічні пам'ятки
- Поселення «Великий Баранов мис» (1 тис. до н. е. — 1 тис. н. е.)
- Озеро Титиль — група стоянок кам'яної доби від мезоліту до неоліту (9 тис. до н. е. — перша половина 1 тис. до н. е.).
- Комплекс пам'яток «Раучувагитгин» — група древніх стоянок (4 — 1 тис. до н. е.)
- Група неолітичних стоянок — комплекс пам'яток «Озеро Середнє», «Озеро Ліпчіквигитгин».
- Неолітичні стоянки «Ягідна», «Мис Синіцина» (3 тис. до н. е.)
- Комплекс пам'яток «Ілірней» — група з восьми неолітичних стоянок.
- Комплекс пам'яток «Орловка».

## Ресурси Інтернету
1. ↑  GEOnet Names Server — 2018.